# Inđija
Inđija (serbisk: Инђија) er en by i det nordlige Serbien med et indbyggertal på cirka 24.450 (2022) indbyggere. Byen ligger i det autonome område Vojvodina i Serbien.